# 세데르

## 의미
유대인의 유월절 만찬.(히브리어: סֵדֶר - 의미: 질서, 장치)

## 세데르 음식과 절차
세데르에 참여하는 이들은 흰색 계열의 옷을 입는다. 여섯 가지의 특별한 음식들이 올라오는데, 음식들은 출애굽 당시의 긴박한 상황과 약 400년간 종살이하던 애굽에서의 고통을 상기시킨다.

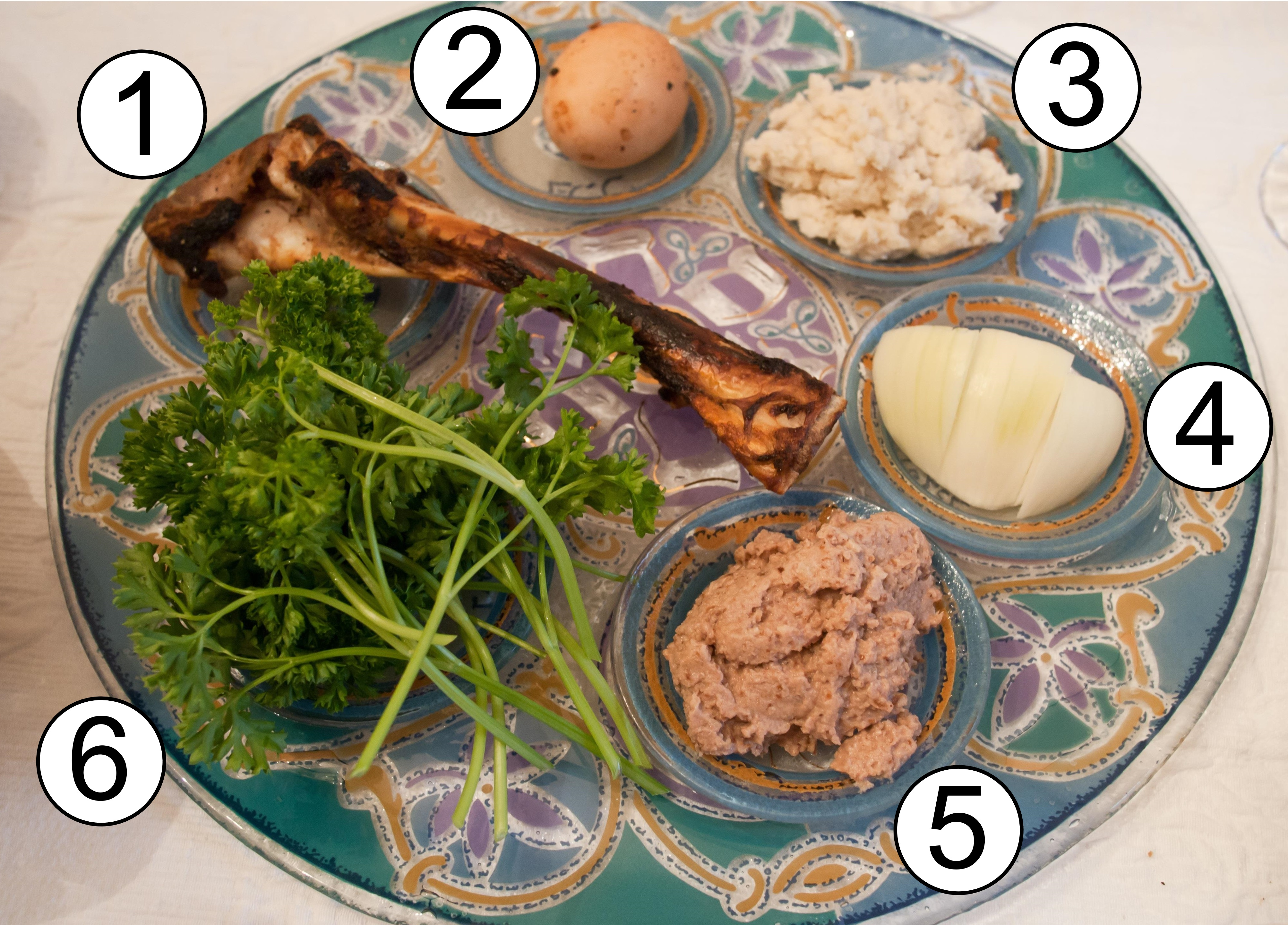
세데르 음식 세팅

### 세데르 음식들[2][3]
1. 일 년 된 숫양의 고기와 정강이뼈 – 고대의 성전 예배에서 희생 제물로 드린 유월절 양을 상징
2. 구운 달걀 – 축제 희생물을 나타내는 것이며, 1, 2차 예루살렘 성전이 파괴를 기억하고 애도함
3. 마로르(מָרוֹר) – 서양 고추냉이처럼 맵고 쓴맛이 나는 허브. 조상들이 애굽에서 겪은 노예 생활을 상기시킴
4. 세 장의 맛초트(맛짜의 복수형) – 출애굽의 긴박성을 상징. 또한 유대인의 세 종교 집단인 제사장, 레위인, 이스라엘인을 나타냄
5. 하로셋(חֲרֽוֹסֶת) – 사과, 호두, 잣 등을 으깬 것에 꿀, 포도주를 붓고 계피 등을 섞어 만든 일종의 잼. 유대인들이 애굽인을 위해 빚었던 회반죽을 나타냄
6. 카르파스(כַּרְפַּס) – 보통 파슬리나 샐러리 또는 양상추를 가리킴. 애굽에서 포로 생활을 할 때의 빈약한 식단을 상징 소금과 소금물 – 카르파스 조각을 담가 먹기 위해 준비. 노예 시절 당시 흘렸던 눈물을 의미

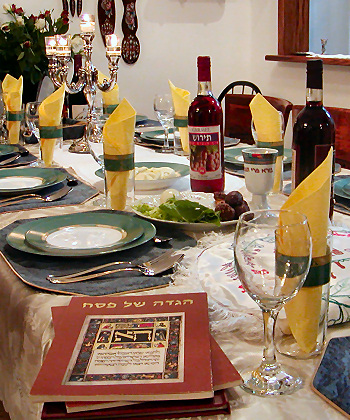
유월절 만찬 세팅 준비.

### 만찬
유월절 만찬은 율법서인 하가다(הַגָּדָה)에 적힌 단계별로 진행. 음식을 먹을 때는 비스듬히 기대어 먹는다. 무교병과 쓴 나물은 유월절 양의 고기를 먹기 전에 먹는다. 딱딱한 무교병과 쓴 나물은 아주 곤혹스러운 맛인데, 이 경험이 과거 못 먹고 못 살았던 쓰디쓴 노예 생활을 잊지 않게끔 한다.

### 기타 준비물
- 페사흐 하가다(Pesach Haggadah) – 유월절에 대한 모든 이야기를 담고있는 율법서
- 시편이 들어있는 성경책
- 찬송가나 페사흐 노래집
- 포도주와 포도주 잔
- 축제용 촛대
- 꽃과 꽃병
- 손 씻을 물과 물잔
- 출애굽 그림이 그려진 어린이용 색칠하기 책
- 크레용이나 색연필

### 만찬 진행
유월절 만찬은 각 가정의 가장이 주관하고, 전통에 따라 자녀 중 막내가 네 개의 질문을 던지고 가장이 하가다를 읽음으로 답변을 한다. 이를 통해 유대민족의 정체성을 확인하고 계승한다.
- 왜 이 밤에 우리는 맛짜를 먹습니까?
- 왜 이 밤에 우리는 쓴 나물을 먹습니까?
- 왜 우리는 이 밤에 파슬리를 소금물에 두 번 찍어 먹습니까? 또 쓴 나물을 왜 하로셋에 찍어 먹습니까?
- 왜 우리는 유월절 음식을 비스듬히 기대어 먹습니까?

1. ↑  “Passover Seder” (영어). 2020년 2월 13일.
2. ↑  “유대인의 유월절 - 오늘날에도 유대인들은 양을 잡을까?”. 2017년 4월 13일. 2020년 2월 29일에 확인함.
3. ↑  “Unleavened bread” (영어). 2019년 12월 19일.